# 佩特罗·巴多格里奥
彼得罗·巴多格里奥（義大利語：Pietro Badoglio，義大利語發音：[ˈpjɛtro baˈdɔʎʎo]，1871年9月28日—1956年11月1日），又译佩特罗·巴多格里奥、彼得罗·巴多利奥，是一位曾參與两次世界大战的意大利军事将领。先后拥有萨博蒂诺侯爵（marchese del Sabotino）和亚的斯亚贝巴公爵（duca di Addis Abeba）两个封衔。1943年接替贝尼托·墨索里尼担任意大利首相，与盟军达成停战协议，使意大利顺利地退出了第二次世界大战。
他曾於入侵埃塞俄比亚期間下令使用毒氣，以及轰炸红十字医院和救护车。南斯拉夫、希腊及埃塞俄比亚均認定其為戰犯及曾希望將其引渡受审，但其因促成盟軍與意大利停火的功績而不被起訴。

## 生平
巴多格里奥在在都灵军事学院学习后，1890年进入意大利军队任炮兵少尉，1892年晋升为炮兵中尉（Tenente），参与早期的意大利在厄立特里亚（1896）和利比亚（1912）的殖民战争。第一次世界大战中，他是一名中校（Tenente Colonnello），策划并指挥了1916年8月6日攻克蒙特萨诺蒂诺的战役。1917年巴多格里奥出任意大利第2兵团第27军军长，虽然他的部队在1917年10月24日的卡波雷托战役失败，但他不但没有受到任何惩罚反而在同一年被晋升为陆军中将。
1918年11月意大利军队趁奥匈帝国土崩瓦解之际，于11月4日在英、法军队支援下，在意东北部一举击溃奥地利占领军，迫使奥军无条件投降，时任意大利陆军副总参谋长的巴多格里奥代表意大利参加停战谈判，并晋升为上将。1919年—1921年任总参谋长。
战后巴多格里奥被任命为参议员，并保留了军职。他对贝尼托·墨索里尼的法西斯政府采取不冷不热的冷漠态度，在墨索里尼举行政变、发动向罗马进军后的一年里始终不参与政治，为此受到了来自各方的排挤，1922年他被降职调任意大利驻巴西大使。他决定改变政治态度，并很快回到了军方的高层，1924年5月4日被墨索里尼再次任命为总参谋长，1926年5月26日他被授予意大利陆军元帅（Maresciallo d'Italia）军衔。1929年巴多格里奥调任意大利驻的黎波里塔尼亚和昔兰尼加（利比亚）总督，他以萨博蒂诺侯爵的头衔统治利比亚，和昔兰尼加副总督鲁道夫·格拉齐亚尼击败了利比亚叛军。在1932年1月24日，巴多格里奥宣布利比亚抵抗军被完全消灭。
1935年10月3日，因为埃米利奥·德博诺将军对阿比西尼亚的入侵过于缓慢，墨索里尼任命巴多格里奥取代德博诺任北非意军总司令。巴多格里奥一改他前任小心翼翼的进攻策略，一到任就对埃塞俄比亚军队发动了全面攻势，并出动轰炸机猛烈空袭埃军战线。在意大利飞行员明尼蒂（Tito Minniti）被击落杀死后，巴多格里奥动用了用瓦斯弹、芥子气弹等化学武器，对埃塞俄比亚发动“圣诞攻势”。
北方阵线的埃塞俄比亚军队被芥子气弹摧毁，3月31日在马伊乔乌战役（Battle of Maychew）击败了皇帝海尔·塞拉西一世指挥的最后的埃塞俄比亚军队，海尔·塞拉西一世率残部逃亡。4月26日巴多格里奥开始了他的“钢铁意志进军”（"March of the Iron Will"），5月2日海尔·塞拉西逃离国外，1936年5月5日巴多格里奥元帅领导获胜的意大利军队进入埃塞俄比亚首都亚的斯亚贝巴。墨索里尼宣布国王维克托·伊曼纽尔三世为埃塞俄比亚的皇帝，埃塞俄比亚成为意大利王国的一部分。巴多格里奥被任命为第一任埃塞俄比亚副王和总督，授予他亚的斯亚贝巴公爵头衔。
1936年6月11日鲁道夫·格拉齐亚尼取代巴多格里奥任埃塞俄比亚副王和总督，巴多格里奥返回意大利任总参谋长一职。据《时代》杂志：巴多格里奥在6月初加入了法西斯党。
巴多格里奥并不支持意大利同德国结盟，对意大利军队的战斗力持悲观态度，多次劝说墨索里尼不要轻易和盟军作战，与墨索里尼产生意见分歧。1940年10月底，一心想在希特勒面前显示实力的墨索里尼悍然下令入侵希腊。在顽强的希腊军队的节节抵抗下，意大利军队糟糕表现使得巴多格里奥在1940年12月4日辞去了总参谋长职务，不愿意再为墨索里尼的行动负责。总参谋长一职由乌戈·卡瓦莱罗取代。
1943年7月24日，意大利屡遭挫折后，盟军入侵西西里，在法西斯大议会上巴多格里奥对墨索里尼投了反对票，他提出的退出战争和盟国求和的建议得到了与会者的广泛的支持。第二天墨索里尼被维克托·伊曼纽尔三世国王解除政府职务并逮捕。巴多格里奥反对墨索里尼究竟是出于道义理由，还是出于军事考虑，这一点还不完全清楚。7月25日巴多格里奥被国王任命为首相，它一面下令“同德国保持联盟，继续作战”，一面就退出战争的条件同美、英开始谈判。
8月31日，盟军以最后通牒的方式向意大利人下达了停战协定：全部武装部队立即无条件投降。由于盟军统帅部并不十分信任巴多格里奥，巴多格里奥政府所受到的待遇并不比墨索里尼政府更好。
9月3日巴多格里奥政府代表朱塞佩·卡斯特拉诺将军与盟军在意大利卡西比爾签署了停战协定，9月8日盟军宣布了停战宣言，1个半小时之后，巴多格里奥也宣读了停战宣言。此时，德军开始包围罗马。9月9日凌晨，巴多格里奥和维克托·伊曼纽尔国王带着王室成员和内阁阁员，分乘5辆汽车，趁着黑夜逃出罗马，奔向亚得里亚海岸，然后乘上2艘盟军快艇逃到了南方的佩斯卡拉和布林迪西。9月23日，在马耳他签订加长版的停战协议。10月13日，巴多格里奥政府正式宣布意大利王国退出“轴心”同盟，向德国宣战。同时，英、美、苏三国政府也发表宣言，承认意大利为共同作战一方。然而随国王逃到意大利南方的巴多格里奥军政府并没有得到国民的支持。相反，在战争中支持墨索里尼的国王的地位因遭到了越来越多的质疑而极度不稳。1944年6月4日，盟军突破了德军严密防守的横贯意大利中部的古斯塔夫防线，解放了首都罗马，6月9日巴多格里奥在人民越来越强烈的反对下黯然辞职。
战后巴多格里奥回到了皮埃蒙特，因为冷战，受到英国政府的保护，没有被当作战犯起诉，此后一直隐居在他的家乡格拉扎諾巴多廖，直到1956年去世。

## 延伸阅读
- Italian Defence Minister website official biography of Pietro Badoglio（页面存档备份，存于） as Chief of the General Staff